# Tyrannochthonius norfolkensis
Tyrannochthonius norfolkensis är en spindeldjursart som först beskrevs av Beier 1976.  Tyrannochthonius norfolkensis ingår i släktet Tyrannochthonius och familjen käkklokrypare. Inga underarter finns listade i Catalogue of Life.